# Fossadalbero
Fossadalbero is een plaats (frazione) in de Italiaanse gemeente Ferrara.